# Юзепчук, Василий Леонтьевич
Василий Леонтьевич Юзепчук (3 декабря 1978, деревня Ражище, Ратновский район, Волынская область, Украинская ССР, СССР — 18 марта 2010, Минск, Белоруссия) — белорусский серийный убийца, совершивший по версии следствия серию из 6 убийств пожилых женщин в период с ноября 2007 по январь 2008 года на территории Дрогичинского района Брестской области. Уголовное дело Юзепчука вызвало широкий общественный резонанс, а также многочисленные споры в среде правозащитников, заявлявших о его невиновности и о неправомерности вынесения смертных приговоров в целом. По их мнению, признания Юзепчука были даны им под психологическим и физическим воздействием сотрудников правоохранительных органов, а расследование допускалось с серьёзными нарушениями. Тем не менее, в 2009 году Брестский областной суд приговорил Юзепчука к смертной казни, признав его вину полностью доказанной, и в 2010 году он был расстрелян. Сообщник Юзепчука, его шурин Сергей Гученко, был приговорён к пожизненному лишению свободы.

## Биография

### Жизнь до убийств
Василий Юзепчук родился в деревне Ражище (Ратновский район, Волынская область) на Украине. По национальности — цыган. Гражданства и постоянного места жительства не имел. Рос в бедной многодетной семье. Повзрослев, Юзепчук демонстрировал признаки олигофрении, не умел читать, писать, ориентироваться в календарных датах. Рано начал вести криминальный образ жизни, был дважды судим. По некоторым данным, одно из уголовных наказаний понёс ещё когда проживал на Украине — за нанесение тяжких телесных повреждений своей жене. Когда Юзепчук переехал в Белоруссию, доподлинно неизвестно. В августе 2005 года он был приговорён к двум годам лишения свободы по статьям 205-ой (кража) и 174-ой (уклонение родителей от содержания детей) УК РБ. На свободу вышел условно-досрочно 27 марта 2006 года. Освободившись Юзепчук вместе с родственниками обосновался в деревне Татарья (Дрогичинский район, Брестская область), где проживал вместе с гражданской женой и детьми. Вёл антиобщественный образ жизни, промышлял кражами и попрошайничеством. Жителями деревни Татарья характеризовался крайне отрицательно. Проживал Юзепчук без паспорта, регистрации по месту жительства не имел, постоянно воровал — несмотря на это милиция и администрация Дрогичин внимания на него не обращала и в период убийств он не попадал под подозрение.

### Убийства
В период с ноября 2007 по январь 2008 года Василий Юзепчук совершил серию из 6 убийств, сопряжённых с разбойными нападениями. Все преступления произошли в населённых пунктах Дрогичинского района. Четыре убийства Юзепчук совершил с сообщником — своим шурином (братом жены) Сергеем Фёдоровичем Гученко (род. 4 февраля 1981, деревня Малое Орехово, Ратновский район, Волынская область, Украинская ССР, СССР). В ходе совершения убийств Юзепчук продемонстрировал выраженный ему образ действия. В качестве жертв он выбирал одиноких пенсионерок (все, за исключением одной, были в возрасте более 70 лет), которые были подвержены высокой виктимности и не могли оказать сопротивление. Прослеживая за жертвой и убеждаясь, что она находится в доме одна, Юзепчук и Гученко врывались в её дом, после чего душили старушек голыми руками или подручными предметами (в основном — полотенцами). Совершив убийство, преступники забирали из дома деньги и вещи, представляющие материальную ценность; не гнушались они и продуктами из холодильника. Во всех случаях жертвы были убиты таким образом, чтобы со стороны их смерть не носила криминальный характер и походила на естественную смерть: Юзепчук зажимал рот и нос жертвы руками или полотенцем, а его пособник держал женщин за ноги, пресекая сопротивление. Затем жертву переворачивали лицом вниз: как будто старушке внезапно стало плохо и она упала. Несмотря на явные следы насилия, медицинские работники не обращали на них внимания и действительно все убийства, кроме последнего, списали на смерть вследствие проблем со здоровьем и старостью. Вырученные деньги преступники тратили на поездки по району на такси, дорогой алкоголь и деликатесы из продуктовых магазинов.
Осенью 2007 года года Юзепчук неоднократно проникал в дом сестёр Лидии и Любови Малайчук, проживающих в деревне Деревная, и в их отсутствие крал у них деньги. 12 октября его добычей стали 500 долларов и 800 тысяч белорусских рублей, после чего Лидия Малайчук, заметив пропажу, подала в Дрогичинское РОВД заявление о краже. Однако замначальника РОВД отменил постановление о возбуждении уголовного дела, оказав на сестёр психологическое давление. Исходя из корыстных мотивов, в ноябре 2007 года Юзепчук решил вновь обворовать их дом, действовав в открытую, и в конечном итоге он застал в нём Любовь Малайчук, которую с целью устранения свидетелей — задушил.
Вскоре Юзепчук вовлёк в преступную деятельность своего шурина Сергея Гученко, с которым совершил убийство одинокой пенсионерки Анны Христюк, проживающей в деревне Бродок. Юзепчук хорошо знал свою жертву, неоднократно навещал её перед убийством, прося еду и милостынь. Таким образом он узнал, что женщина откладывает деньги на собственные похороны. В один из осенних дней 2007 года Юзепчук предложил Гученко убить Христюк и забрать у неё «похоронные», на что Гученко, хоть и не сразу, ответил согласием и принял участие в преступлении. На велосипедах они доехали до её дома. Посмотрев в окно и убедившись в отсутствии лишних свидетелей, Юзепчук выбил окно, после чего в дом влез Гученко и открыл сообщнику двери. Оказавшись внутри, преступники застали Христюк в сенях, после чего Юзепчук потребовал у неё деньги. Получив отказ, Юзепчук набросился на женщину, вместе с Гученко повалил на пол и задушил. Убедившись, что сердце жертвы остановилось, Юзепчук вместе с сообщником обыскал дом, найдя в шкафу полтора миллиона белорусских рублей. Похитив деньги, Юзепчук пошёл на кухню и полез в холодильник, забрав с собой мясо курицы, сосиски, сардельки, лук, белые семечки и корзину. После совершения убийства и разбоя преступники успешно скрылись из деревни, а затем поделили между собой добычу.
Ещё три убийства с идентичным почерком Юзепчук и Гученко совершили в населённых пунктах Пигасы, Именин и Деревная. Одной из жертв стала Лидия Малайчук, сестру которой Юзепчук убил ещё в одиночку.
Последнее убийство произошло накануне Рождества — 4 января 2008 года. Жертва, 77-летняя Ольга Супрунович, была убита в собственном доме после 16 часов дня. Юзепчук и Гученко проникли в её дом сорвав замок, а затем задушили и ограбили, оставив труп лежать лицом вниз в окровавленной луже. Вскоре труп был найден. Приехавшая дочка убитой из Барановичей настояла на проведении судебно-медицинской экспертизы, которая показала, что Супрунович скончалась в результате механической асфиксии (удушения). После этого все остальные подозрительные смерти пожилых женщин в Дрогичинском районе, происходившие с разницей в две недели, также были признаны убийствами.
Помимо прочего, Юзепчук был признан виновным в разбойном нападении 20 октября 2007 года, совершённом на территории соседней Гродненской области. Пострадавшим был гражданин А. Аранович, у которого Юзепчук похитил деньги, обручальное кольцо и мобильный телефон.

### Арест, следствие и суд
Юзепчук и Гученко не отличались предельной осторожностью во время совершения убийств, об их похождениях хорошо знали их родственники, а также преступники позволяли себе вести роскошный образ жизни на награбленное, неоднократно демонстрируя большие суммы белорусских рублей и долларов таксистам и продавцам в магазинах. Таким образом, в ходе оперативно-розыскных и следственных действий быстро удалось установить личности подозреваемых в серии убийств — В. Л. Юзепчука и С. Ф. Гученко, которые были задержаны 9 и 16 января соответственно. Первоначально Юзепчук был помещён в изолятор временного содержания Дрогичинского РОВД. Спустя десять дней ему было предъявлены обвинения в убийствах, разбоях и кражах в Дрогичинском районе, а также в нападении на человека в Гродненской области. Юзепчук свою вину признал, однако в ходе следствия часто менял показания. На следственных экспериментах он подробно показывал все обстоятельства совершённых преступлений. Судебно-психиатрическая экспертиза выявила у него легкую умственную отсталость, которая не лишала его возможности осознавать значение своих действий и руководить ими. Предварительное следствие по этому делу длилось 11 месяцев, было допрошено около 200 человек и проведено порядка 30 экспертиз. Суд над убийцами начался 8 апреля 2009 года. 29 июня того же года коллегия по уголовным делам Брестского областного суда вынесла приговор. 30–летний Василий Юзепчук по совокупности преступлений был приговорён к исключительной мере наказания — смертной казни через расстрел. 28–летний Сергей Гученко получил уголовное наказание в виде пожизненного лишения свободы. Оба осуждённых подали кассационные жалобы на приговор, которые остались без удовлетворения.
Последние месяцы жизни Юзепчук провёл в камере смертников в минском СИЗО. Его соседом по камере был Андрей Жук, приговорённый к расстрелу за двойное убийство. 18 марта 2010 года Василий Юзепчук был казнён выстрелом в затылок.
По некоторым данным, после того, как Юзепчук попал за решётку, убийства пожилых женщин с идентичным почерком продолжались на территории той же Брестской области, на этот раз в соседнем Кобринском районе. Их лишали жизни тем же способом, которым, как решил суд, убивал Василий.

## Споры в среде правозащитников
Вынесение смертного приговора Юзепчуку, и его последующий расстрел, вызвали споры и негодование в среде правозащитников из Комитета по правам человека ООН. В октябре 2009 года организация «Международная амнистия» призывала своих сторонников обращаться к белорусскому президенту Александру Лукашенко с просьбой отложить исполнение приговора в отношении Василия Юзепчука на то время, пока его дело рассматривается Комитетом ООН по правам человека, а также вовсе прекратить применение в стране смертной казни. Подобные заявления происходили и в самой Белоруссии. По словам адвокатов Юзепчука, в период следствия обвиняемый неоднократно подвергался избиениям и пыткам. Его морили голодом, заставляли употреблять алкоголь и розовые таблетки с неизвестным веществом, из-за которых он не мог адекватно оценивать окружающую обстановку. Также ему угрожали тем, что посадят его близких родственников. Как пояснял Юзепчук, инкриминируемые ему преступления он не совершал и все показания дал под воздействием насилия и жестокого обращения со стороны следователей и оперативников. Факт причинения ему телесных повреждений подтверждался заключением тюремного эксперта, а когда он находился в ИВС, ему вызывали скорую помощь, что также документально установлено. Суд все эти факты опроверг и рассматривать не стал. Вся вина Юзепчука строилась на признательных показаниях его и Гученко, который делал аналогичные заявления о применении пыток с требованием самооговора. В тоже время Юзепчук был лишён возможности предоставить суду свидетелей, которые, возможно, подтвердили бы его алиби. На потерпевшего Арановича, по мнению правозащитников, оказывалось давление, так как после ареста Юзепчука он заявил, что в тот день, когда у него украли деньги, он находился в состоянии алкогольного опьянения и ничего не помнит. Однако через год он уверенно опознал Юзепчука по фотографии и заявил, что тот избил его и ограбил. По мнению правозащитных организаций, все эти нарушения расследования указывали на невиновность осуждённых. Однако представители Верховного суда и прокуратуры все эти заявления отвергали, утверждая, что ошибки в деле Юзепчука невозможны и приговор суда строился на существенных доказательствах: в ходе обыска у него нашли вещи убитых; он спокойно принимал участие в следственных экспериментах, подробно показывая обстоятельства совершённых убийств; в деле присутствует показания свидетелей, утверждавших, что после ноября 2007 года Юзепчук стал тратить много денег на себя и т.д.
После расстрела Юзепчука и его сокамерника Андрея Жука Комитет ООН по правам человека в специальном заявлении выразил негодование в связи с их казнью. 29 апреля 2010 года ПАСЕ приостановила контакты с Беларусью на высоком уровне. Причиной такого решения стало приведение в исполнение этих двух смертных приговоров. В тоже время «Amnesty International» выпустила ряд статей с рассуждениями о правомерности смертных казней, в которых приводился пример истории Василия Юзепчука.
В 2016 году один из белорусских правозащитников Андрей Полуда в очередной раз вспоминал дело Юзепчука, при этом он обвинил государственные средства массовой информации Республики Беларусь в ксенофобии и дискриминации национальных меньшинств — новостные статьи про некоторых казнённых цыганской национальности, в том числе про Юзепчука, писались и пишутся на языке вражды. Также он отметил, что с 2009 по 2016 год в стране было приведено 16 смертных приговоров в цыган.

## Родственники
У Василия Юзепчука был двоюродный брат — Григорий Юзепчук (1969, Житомирская область, Украинская ССР, СССР — май 2014, Минск, Беларусь). По национальности он цыган, в общей сложности был семь раз судим, последний раз — за двойное убийство. Тогда жертвами Григория Юзепчука стали женщина и мужчина. Он пытался вступить в интимную связь с женщиной во время совместного распития спиртного, что не понравилось второму собутыльнику, после чего он заколол обоих ножом на «почве ревности». Юзепчук был приговорён к 25 годам лишения свободы и отправлен отбывать наказание в Могилёвскую тюрьму № 4. Находясь в тюремном заключении, 5 июня 2012 года Юзепчук совершил очередное убийство — 22-летнего сокамерника Игоря Ходакова, отбывающего 18-летний срок за убийство родного дяди. Обстоятельства этого убийства вызывают много подозрений в их подлинности, однако по официальным данным Григорий Юзепчук, Игорь Ходаков и третий сокамерник — Павел Петраков играли в домино на жизнь, а проигравшего должны были задушить. В итоге проиграл Ходаков, и Юзепчук с Петраковым его задушили. После совершения третьего по счёту убийства Григорий Юзепчук был осуждён в очередной раз. 25 апреля 2013 года коллегия Могилёвского областного суда по уголовным делам приговорила Юзепчука к смертной казни, и 12 мая 2014 года он был расстрелян. Вскоре СМИ подтвердили, что расстрелянные в Минске серийный убийца Василий Юзепчук и убийца-редицивист Григорий Юзепчук — кровные родственники.